# 卡拉科塔湖
16°9′S 68°22′W / 16.150°S 68.367°W
卡拉科塔湖（Q'ara Quta），是玻利維亞的湖泊，位於該國西部拉巴斯省的洛斯安地斯省，處於孔多里里山西北面的玻利維亞瑞阿爾山脈地區，長5公里、寬0.65公里，海拔高度4,400米。